# Sher-e-Bangla National Cricket Stadium
Das Sher-e-Bangla National Cricket Stadium (bengalisch শের-ই-বাংলা জাতীয় ক্রিকেট স্টেডিয়াম), auch als Mirpur Stadium bekannt, ist ein Cricketstadion in der bangladeschischen Hauptstadt Dhaka. Es liegt zehn Kilometer außerhalb des Stadtzentrums in Mirpur und hat eine Kapazität von etwa 25.000 Zuschauern.

## Geschichte
Ende der 1980er Jahre diente das Stadion ursprünglich als Fußball- und Leichtathletikstadion. In 2004 übernahm der Bangladesh Cricket Board und wandelte das zuvor mit rechteckigem Spielfeld und Leichtathletikbahn ausgestattete Stadion in ein Cricketstadion um. Es wurde nach dem bangladeschischen Politiker A. K. Fazlul Huq benannt, der den Ehrentitel Sher-e-Bangla ("Tiger von Bengalen") trug.

## Kapazität und Infrastruktur
Das Stadion hat eine Kapazität von etwa 25.000 Zuschauern. Es zeichnet sich vor allem durch ein gutes Drainagesystem aus, was es ermöglicht nach Regenschauern schnell wieder spielen zu können. Die beiden Enden des Wickets heißen Ispahani End und Aqua Paints End.

## Internationales Cricket
Das Stadion übernahm mit seiner Inbetriebnahme die Funktionen als Nationalstadium vom Bangabandhu National Stadium. Der erste Test wurde während der Saison 2007 gegen Indien ausgetragen. Seitdem wird es regelmäßig bei Touren ausländischer Nationalmannschaften für Tests, ODIs und Twenty20s eingesetzt. Während des Cricket World Cup 2011 fanden hier vier Gruppenspiele und zwei Viertelfinale statt. Ebenso wurden hier Partien bei der ICC World Twenty20 2014 und der parallelen ICC Women’s World Twenty20 2014 ausgetragen.

## Nationales Cricket
Im bangladeschischen nationalen Cricket dient das Stadion als Heimstätte der Dhaka Metropolis. In der Bangladesh Premier League tragen hier die Dhaka Dynamites ihre Heimspiele aus.

## Fußball
Das Stadion diente als Austragungsort der Asian Club Championship 1987.